# John Herivel
John William Jamieson Herivel (* 29. August 1918 in Belfast, Nordirland; † 18. Januar 2011 in Oxford, England) war ein britischer Historiker und Kryptoanalytiker. Während des Zweiten Weltkrieges trug er in der Government Code and Cypher School (GC&CS) (deutsch etwa: „Staatliche Code- und Chiffrenschule“) im englischen Bletchley Park, also der militärischen Dienststelle, die sich erfolgreich mit der Entzifferung des deutschen Nachrichtenverkehrs befasste, wesentlich zum Bruch der deutschen Rotor-Schlüsselmaschine Enigma bei.
Unvergessen bleibt seine kryptanalytische Leistung, Nachlässigkeiten der deutschen Enigma-Bediener im Umgang mit ihren Verschlüsselungsmaschinen zu erkennen und für den Bruch der Funksprüche auszunutzen. Die von ihm erdachte Methode wurde ihm zu Ehren als Herivel Tip (deutsch: Herivel-Tipp) oder Herivelismus bezeichnet. Darüber hinaus war Herivel auch als Historiker und Schriftsteller tätig. Er verfasste Bücher und Fachartikel über Isaac Newton, Joseph Fourier und Christiaan Huygens sowie ein autobiographisches Werk über seine eigenen Arbeiten in Bletchley Park mit dem Titel „Herivelismus and the German Military Enigma“.

## Jugend
John Herivel kam in der nordirischen Hauptstadt Belfast zur Welt und besuchte dort als Schulkind von 1924 bis 1936 das Methodist College Belfast (MCB). Im Jahr 1937 erhielt er ein Stipendium für Mathematik und begann das Studium an der University of Cambridge.

## Bletchley Park
Von dort wurde der 21 Jahre junge Student John Herivel durch Gordon Welchman abgeworben, der ihn in die Dienste der GC&CS ins 70 km nordwestlich von London gelegene Bletchley Park (B.P.) stellte. Am 29. Januar 1940 wurde Herivel der neu gegründeten Hut 6 (deutsch: Baracke 6) zugeteilt, also der Organisationseinheit von B.P., die sich unter Leitung von Gordon Welchman und seinem Stellvertreter Conel Hugh O’Donel Alexander mit der Entzifferung der vom deutschen Heer und der Luftwaffe mit der Enigma I verschlüsselten Funksprüche befassen sollte. Er erhielt eine Einführung in die Funktionsweise der deutschen Verschlüsselungsmaschine und in die erkannten Gepflogenheiten innerhalb der deutschen Funknetze unter anderem auch durch Alan Turing.
Anfang 1940 war B.P. noch weit davon entfernt, die deutschen Funksprüche routinemäßig „knacken“ zu können. Insbesondere gab es noch kaum maschinelle Unterstützung für die britischen „Codebreakers“, wie sie erst später in Form der von Alan Turing ersonnenen und durch Gordon Welchman weiter verbesserten elektromechanischen „Knack-Maschine“, der sogenannten „Bombe“, verfügbar wurde. Herivel bekam die Aufgabe, sich in das von der deutschen Luftwaffe betriebene Schlüsselnetz einzuarbeiten, dem die britischen Codeknacker den Decknamen „Red“ (deutsch: Rot) gegeben hatten.
Zu dieser Zeit gab es noch keine betriebsfähigen „Bomben“ und die Codeknacker waren gezwungen, sich manueller Methoden zu bedienen, um die deutschen Funksprüche zu brechen. Die Verfahren waren äußerst mühsam, langsam und fehleranfällig. Herivel bekam die Aufgabe, über verbesserte Angriffsmethoden nachzudenken. Er folgte seiner Eingebung und, statt sich auf die kryptanalytische Seite zu konzentrieren, versetzte er sich in die Rolle eines deutschen Verschlüsslers, dessen tägliche Aufgabe darin bestand, jeden morgen neu seine Verschlüsselungsmaschine auf den aktuellen Tagesschlüssel einzustellen. Dazu gehörte außer der Auswahl der drei Walzen (Walzenlage) und der vorgeschriebenen Steckeranordnung (Steckerverbindungen) als dritter Teilschlüssel die Einstellung der Ringe (Ringstellung) der drehbaren Walzen der Maschine.
Der Bediener hatte hierzu eine kleine federnde Arretierung zu lösen, anschließend die Walze zu drehen und den Arretierungsstift in diejenige der 26 möglichen Positionen auf dem Ring der Walze einrasten zu lassen, die in der (damals) geheimen Schlüsseltafel für jeden Tag und für jede der drei Walzen vorgeschrieben war. Als vierter und letzter Teilschlüssel waren dann die Walzen noch in eine beliebige Anfangsstellung (die sogenannte Grundstellung) zu drehen, die anschließend benutzt wurde, um den Spruchschlüssel zu verschlüsseln. Die Grundstellung wurde dabei als Teil des Spruchkopfes des Funkspruchs übermittelt, war also klar zu erkennen.

## Der Herivel-Tipp

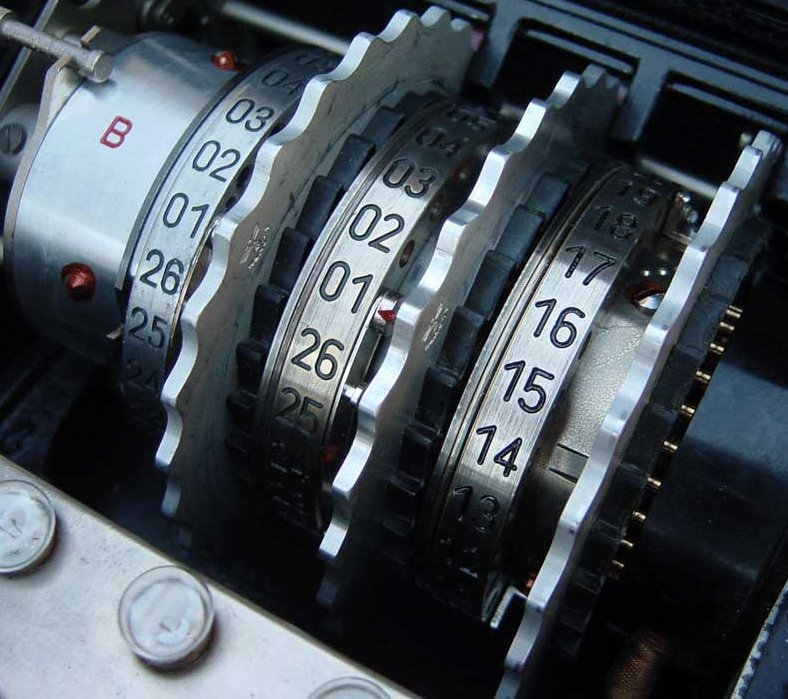
Die Ringstellung jeder Walze wird durch den bei der mittleren Walze im Bild sichtbaren roten Pfeil gekennzeichnet, der hier auf 01 deutet

Die Bediener waren angewiesen, sich diese frei wählbare Grundstellung für die Spruchschlüsselverschlüsselung zufällig auszudenken, so dass sie möglichst unvorhersagbar sein sollte. Herivel jedoch nahm intuitiv an, dass nicht selten aufgrund von Zeitnot oder Bequemlichkeit darauf verzichtet werden würde, die Walzen zu verdrehen und so eine möglichst zufällige Grundstellung einzustellen, sondern stattdessen einfach die Walzen in der Stellung verbleiben würden, in der sie sich nach Einstellen der Ringe befanden. Somit wäre die Ringstellung identisch oder doch wenigstens nahezu identisch zur Grundstellung, die ja als Teil des Spruchkopfes auch den Codeknackern bekannt war.
Herivels Tipp war nun sein Hinweis, dass die (bekannte) Grundstellung ungefähr der (unbekannten) Ringstellung entspräche. Daraus leitete sich eine erhebliche Arbeitsvereinfachung für die Codeknacker von Bletchley Park ab, die nun nicht mehr alle 26³ = 17.576 Ringstellungen der Enigma in Betracht ziehen mussten, sondern nur noch rund ein Dutzend wahrscheinlicher Stellungen zu untersuchen hatten.
Für eine zwar nicht sehr lange, jedoch äußerst kritische Phase, die etwa von Mai bis August 1940 dauerte (siehe auch: Luftschlacht um England), war der „Herivelismus“, wie er auch genannt wurde, eine der essentiellen Methoden, um die Kontinuität der Entzifferungsfähigkeit der Enigma und damit den Anschluss an die deutschen Funksprüche nicht zu verlieren.

## Schriften
- The Background to Newton's Principia. Oxford at the Clarendon Press 1965
- Joseph Fourier: The Man and the Physicist. Oxford University Press 1975
- Herivelismus and the German Military Enigma, M.& M.Baldwin, 2008, ISBN 0-947712-46-1.